# Сан Пиетро ин Казале
Сан Пиѐтро ин Каза̀ле (на италиански: San Pietro in Casale, на местен диалект San Pîr in Casèl, Сан Пир ин Казел) е град и община в северна Италия, провинция Болоня, регион Емилия-Романя. Разположен е на 17 m надморска височина. Населението на общината е 11 896 души (към 2010 г.).